# Ballon d’Or Dream Team
Drużyna wszech czasów France Football – opublikowana przez France Football w dniu 14 grudnia 2020, poprzez głosowanie fanów. Ostateczna drużyna została wybrana przez 140 korespondentów France Football z całego świata. Również została stworzona druga i trzecia drużyna wszech czasów.

## Nominacje
Nominacje były ogłaszane od 5 października 2020 do 19 października 2020. Zwycięzców ogłoszono 14 grudnia 2020 w formacji 3-4-3. Brazylia była krajem z największą liczbą nominowanych zawodników (20), wyprzedzając Włochy (16), Niemcy (13), Holandię (12), Hiszpanię (8), Anglię i Francję (7).

### Bramkarze
Nominacje dla bramkarzy ogłoszono 5 października 2020 r.
| Narodowść | Gracz             | Lata       | Klub z największą ilością meczów | Najwyższe miejsce w plebiscycie Złotej Piłki |
| --------- | ----------------- | ---------- | -------------------------------- | -------------------------------------------- |
| Anglia    | Gordon Banks      | 1955–1978  | Leicester City (356)             | 7. miejsce w 1972                            |
| Włochy    | Gianluigi Buffon  | 1995–2023  | Juventus (685)                   | 2. miejsce w 2006                            |
| Hiszpania | Iker Casillas     | 1999–2019  | Real Madryt (725)                | 4. miejsce w 2008                            |
| Niemcy    | Sepp Maier        | 1962–1979  | Bayern Monachium (651)           | 5. miejsce w 1975                            |
| Niemcy    | Manuel Neuer      | 2005–nadal | Bayern Monachium (454)           | 3. miejsce w 2014                            |
| Kamerun   | Thomas N'Kono     | 1974–1997  | Espanyol (234)                   | —                                            |
| Dania     | Peter Schmeichel  | 1981–2003  | Manchester United (398)          | 5. miejsce w 1992                            |
| Holandia  | Edwin van der Sar | 1991–2011  | Ajax Amsterdam (312)             | 24. miejsce w 2008                           |
|           | Lew Jaszyn        | 1950–1970  | Dinamo Moskwa (326)              | 1. miejsce w 1963                            |
| Włochy    | Dino Zoff         | 1961–1983  | Juventus (479)                   | 2. miejsce w 1973                            |

### Prawi obrońcy
Nominacje dla prawych obrońców ogłoszono 5 października 2020 r.
| Narodowść | Gracz            | Lata      | Klub z największą ilością meczów | Najwyższe miejsce w plebiscycie Złotej Piłki |
| --------- | ---------------- | --------- | -------------------------------- | -------------------------------------------- |
| Włochy    | Giuseppe Bergomi | 1980–1999 | Inter Mediolan (757)             | —                                            |
| Brazylia  | Cafu             | 1989–2008 | São Paulo (255)                  | 15. miejsce w 2002                           |
| Brazylia  | Carlos Alberto   | 1963–1981 | Santos (445)                     | —                                            |
| Brazylia  | Djalma Santos    | 1948–1970 | Palmeiras (498)                  | —                                            |
| Włochy    | Claudio Gentile  | 1972–1988 | Juventus (417)                   | —                                            |
| Niemcy    | Manfred Kaltz    | 1971–1990 | Hamburger SV (724)               | —                                            |
| Niemcy    | Philipp Lahm     | 2002–2017 | Bayern Monachium (517)           | 6. miejsce w 2014                            |
| Holandia  | Wim Suurbier     | 1964–1982 | Ajax Amsterdam (279)             | —                                            |
| Francja   | Lilian Thuram    | 1991–2008 | Parma (228)                      | 7. miejsce w 1998                            |
| Niemcy    | Berti Vogts      | 1965–1979 | Borussia Mönchengladbach (528)   | 4. miejsce w 1975                            |

### Środkowi obrońcy
Nominacje dla środkowych obrońców ogłoszono 5 października 2020 r.
| Narodowść | Gracz             | Lata       | Klub z największą ilością meczów | Najwyższe miejsce w plebiscycie Złotej Piłki |
| --------- | ----------------- | ---------- | -------------------------------- | -------------------------------------------- |
| Włochy    | Franco Baresi     | 1978–1997  | A.C. Milan (719)                 | 2. miejsce w 1989                            |
| Niemcy    | Franz Beckenbauer | 1964–1983  | Bayern Monachium (575)           | 1. miejsce w 1972 i 1976                     |
| Włochy    | Fabio Cannavaro   | 1992–2011  | Parma (288)                      | 1. miejsce w 2006                            |
| Francja   | Marcel Desailly   | 1986–2005  | Chelsea (222)                    | 8. miejsce w 1996                            |
| Holandia  | Ronald Koeman     | 1980–1997  | FC Barcelona (264)               | 5. miejsce w 1988                            |
| Anglia    | Bobby Moore       | 1958–1978  | West Ham United (647)            | 2. miejsce w 1970                            |
| Argentyna | Daniel Passarella | 1974–1989  | River Plate (291)                | —                                            |
| Hiszpania | Sergio Ramos      | 2004–nadal | Real Madryt (671)                | 6. miejsce w 2017                            |
| Niemcy    | Matthias Sammer   | 1985–1998  | Borussia Dortmund (153)          | 1. miejsce w 1996                            |
| Włochy    | Gaetano Scirea    | 1972–1988  | Juventus (554)                   | 12. miejsce w 1982                           |

### Lewi obrońcy
Nominacje dla lewych obrońców ogłoszono 5 października 2020 r.
| Narodowść | Gracz              | Lata       | Klub z największą ilością meczów | Najwyższe miejsce w plebiscycie Złotej Piłki |
| --------- | ------------------ | ---------- | -------------------------------- | -------------------------------------------- |
| Niemcy    | Andreas Brehme     | 1980–1998  | 1. FC Kaiserslautern (237)       | 3. miejsce w 1990                            |
| Niemcy    | Paul Breitner      | 1970–1983  | Bayern Monachium (347)           | 2. miejsce w 1981                            |
| Włochy    | Antonio Cabrini    | 1975–1991  | Juventus (442)                   | 13. miejsce w 1978                           |
| Włochy    | Giacinto Facchetti | 1961–1978  | Inter Mediolan (639)             | 2. miejsce w 1965                            |
| Brazylia  | Júnior             | 1974–1993  | Flamengo (417)                   | —                                            |
| Holandia  | Ruud Krol          | 1968–1986  | Ajax Amsterdam (457)             | 3. miejsce w 1979                            |
| Włochy    | Paolo Maldini      | 1985–2009  | A.C. Milan (902)                 | 3. miejsce w 1994 i 2003                     |
| Brazylia  | Marcelo            | 2005–nadal | Real Madryt (533)                | 16. miejsce w 2017                           |
| Brazylia  | Nílton Santos      | 1948–1964  | Botafogo (485)                   | —                                            |
| Brazylia  | Roberto Carlos     | 1991–2015  | Real Madryt (527)                | 2. miejsce w 2002                            |

### Defensywni pomocnicy
Nominacje dla defensywnych pomocników ogłoszono 12 października 2020 r.
| Narodowść | Gracz                | Lata       | Klub z największą ilością meczów | Najwyższe miejsce w plebiscycie Złotej Piłki |
| --------- | -------------------- | ---------- | -------------------------------- | -------------------------------------------- |
| Węgry     | József Bozsik        | 1943–1962  | Budapest Honvéd (447)            | 6. miejsce w 1956                            |
| Hiszpania | Sergio Busquets      | 2007–nadal | FC Barcelona (648)               | 20. miejsce w 2012                           |
| Brazylia  | Didi                 | 1946–1967  | Fluminense (159)                 | —                                            |
| Brazylia  | Paulo Roberto Falcão | 1973–1986  | Internacional (157)              | —                                            |
| Anglia    | Steven Gerrard       | 1998–2016  | Liverpool (710)                  | 3. miejsce w 2005                            |
| Brazylia  | Gérson               | 1959–1974  | Botafogo (243)                   | —                                            |
| Hiszpania | Pep Guardiola        | 1988–2006  | FC Barcelona (382)               | 24. miejsce w 1994                           |
| Czechy    | Josef Masopust       | 1950–1970  | Dukla Praga (430)                | 1. miejsce w 1962                            |
| Niemcy    | Lothar Matthäus      | 1979–2000  | Borussia Mönchengladbach (200)   | 1. miejsce w 1990                            |
| Holandia  | Johan Neeskens       | 1968–1991  | FC Barcelona (181)               | 5. miejsce w 1974                            |
| Włochy    | Andrea Pirlo         | 1995–2017  | A.C. Milan (401)                 | 5. miejsce w 2007                            |
| Argentyna | Fernando Redondo     | 1985–2004  | Real Madryt (228)                | 18. miejsce w 2000                           |
| Holandia  | Frank Rijkaard       | 1980–1995  | Ajax Amsterdam (336)             | 3. miejsce w 1988 i 1989                     |
| Niemcy    | Bernd Schuster       | 1978–1997  | FC Barcelona (238)               | 2. miejsce w 1980                            |
| Holandia  | Clarence Seedorf     | 1992–2014  | A.C. Milan (432)                 | 17. miejsce w 1997                           |
| Hiszpania | Luis Suárez          | 1951–1973  | Inter Mediolan (333)             | 1. miejsce w 1960                            |
| Włochy    | Marco Tardelli       | 1972–1988  | Juventus (379)                   | 15. miejsce w 1982                           |
| Francja   | Jean Tigana          | 1975–1991  | Bordeaux (371)                   | 2. miejsce w 1984                            |
| Hiszpania | Xabi Alonso          | 2000–2017  | Real Madryt (236)                | 10. miejsce w 2010                           |
| Hiszpania | Xavi                 | 1997–2019  | FC Barcelona (767)               | 3. miejsce w 2009, 2010 i 2011               |

### Ofensywni pomocnicy
Nominacje dla ofensywnych pomocników ogłoszono 12 października 2020 r.
| Narodowść | Gracz                   | Lata       | Klub z największą ilością meczów | Najwyższe miejsce w plebiscycie Złotej Piłki |
| --------- | ----------------------- | ---------- | -------------------------------- | -------------------------------------------- |
| Włochy    | Roberto Baggio          | 1983–2004  | Juventus (200)                   | 1. miejsce w 1993                            |
| Anglia    | Bobby Charlton          | 1956–1976  | Manchester United (758)          | 1. miejsce w 1966                            |
| Argentyna | Alfredo Di Stéfano      | 1945–1966  | Real Madryt (396)                | 1. miejsce w 1957 i 1959                     |
| Urugwaj   | Enzo Francescoli        | 1980–1997  | River Plate (233)                | —                                            |
| Holandia  | Ruud Gullit             | 1979–1998  | A.C. Milan (171)                 | 1. miejsce w 1987                            |
| Rumunia   | Gheorghe Hagi           | 1982–2001  | Galatasaray (192)                | 4. miejsce w 1994                            |
| Hiszpania | Andrés Iniesta          | 2002–nadal | FC Barcelona (674)               | 2. miejsce w 2010                            |
| Francja   | Raymond Kopa            | 1949–1968  | Reims (463)                      | 1. miejsce w 1958                            |
| Węgry     | László Kubala           | 1945–1967  | FC Barcelona (256)               | 5. miejsce w 1957                            |
| Argentyna | Diego Maradona          | 1976–1997  | Napoli (259)                     | —                                            |
| Włochy    | Sandro Mazzola          | 1961–1977  | Inter Mediolan (570)             | 2. miejsce w 1971                            |
| Brazylia  | Pelé                    | 1957–1977  | Santos (656)                     | —                                            |
| Francja   | Michel Platini          | 1973–1987  | Juventus (224)                   | 1. miejsce w 1983, 1984 i 1985               |
| Węgry     | Ferenc Puskás           | 1943–1966  | Budapest Honvéd (358)            | 2. miejsce w 1960                            |
| Włochy    | Gianni Rivera           | 1959–1979  | A.C. Milan (658)                 | 1. miejsce w 1969                            |
| Urugwaj   | Juan Alberto Schiaffino | 1945–1962  | Peñarol (227)                    | —                                            |
| Brazylia  | Sócrates                | 1974–1989  | Corinthians (269)                | —                                            |
| Włochy    | Francesco Totti         | 1993–2017  | AS Roma (786)                    | 5. miejsce w 2001                            |
| Brazylia  | Zico                    | 1971–1994  | Flamengo (505)                   | —                                            |
| Francja   | Zinedine Zidane         | 1989–2006  | Real Madryt (231)                | 1. miejsce w 1998                            |

### Prawi skrzydłowi
Nominacje dla prawych skrzydłowych ogłoszono 19 października 2020 r.
| Narodowść         | Gracz            | Lata       | Klub z największą ilością meczów | Najwyższe miejsce w plebiscycie Złotej Piłki                 |
| ----------------- | ---------------- | ---------- | -------------------------------- | ------------------------------------------------------------ |
| Anglia            | David Beckham    | 1992–2013  | Manchester United (394)          | 2. miejsce w 1999                                            |
| Irlandia Północna | George Best      | 1963–1984  | Manchester United (473)          | 1. miejsce w 1968                                            |
| Kamerun           | Samuel Eto'o     | 1997–2019  | FC Barcelona (199)               | 5. miejsce w 2009                                            |
| Portugalia        | Luís Figo        | 1990–2009  | FC Barcelona (249)               | 1. miejsce w 2000                                            |
| Brazylia          | Garrincha        | 1953–1972  | Botafogo (325)                   | —                                                            |
| Brazylia          | Jairzinho        | 1962–1983  | Botafogo (413)                   | —                                                            |
| Anglia            | Kevin Keegan     | 1968–1984  | Liverpool (321)                  | 1. miejsce w 1978 i 1979                                     |
| Anglia            | Stanley Matthews | 1932–1965  | Blackpool (321)                  | 1. miejsce w 1956                                            |
| Argentyna         | Lionel Messi     | 2003–nadal | FC Barcelona (778)               | 1. miejsce w 2009, 2010, 2011, 2012, 2015, 2019, 2021 i 2023 |
| Holandia          | Arjen Robben     | 2000–2021  | Bayern Monachium (309)           | 4. miejsce w 2014                                            |

### Środkowi napastnicy
Nominacje dla środkowych napastników ogłoszono 19 października 2020 r.
| Narodowść  | Gracz            | Lata      | Klub z największą ilością meczów | Najwyższe miejsce w plebiscycie Złotej Piłki |
| ---------- | ---------------- | --------- | -------------------------------- | -------------------------------------------- |
| Holandia   | Dennis Bergkamp  | 1986–2006 | Arsenal (423)                    | 2. miejsce w 1993                            |
| Holandia   | Johan Cruyff     | 1964–1984 | Ajax Amsterdam (367)             | 1. miejsce w 1971, 1973 i 1974               |
| Szkocja    | Kenny Dalglish   | 1969–1990 | Liverpool (502)                  | 2. miejsce w 1983                            |
| Portugalia | Eusébio          | 1957–1978 | Benfica (440)                    | 1. miejsce w 1965                            |
| Węgry      | Sándor Kocsis    | 1946–1966 | FC Barcelona (265)               | 8. miejsce w 1956                            |
| Niemcy     | Gerd Müller      | 1963–1982 | Bayern Monachium (612)           | 1. miejsce w 1970                            |
| Brazylia   | Romário          | 1985–2009 | Vasco da Gama (350)              | —                                            |
| Brazylia   | Ronaldo          | 1993–2011 | Real Madryt (177)                | 1. miejsce w 1997 i 2002                     |
| Holandia   | Marco van Basten | 1981–1995 | A.C. Milan (201)                 | 1. miejsce w 1988, 1989 i 1992               |
| Liberia    | George Weah      | 1987–2001 | A.C. Milan (147)                 | 1. miejsce w 1995                            |

### Lewi skrzydłowi
Nominacje dla lewych skrzydłowych ogłoszono 19 października 2020 r.
| Narodowść  | Gracz                 | Lata       | Klub z największą ilością meczów | Najwyższe miejsce w plebiscycie Złotej Piłki |
| ---------- | --------------------- | ---------- | -------------------------------- | -------------------------------------------- |
|            | Oleg Blokhin          | 1969–1990  | Dynamo Kijów (585)               | 2. miejsce w 1975                            |
| Portugalia | Cristiano Ronaldo     | 2002–nadal | Real Madryt (438)                | 1. miejsce w 2008, 2013, 2014, 2016 i 2017   |
|            | Dragan Džajić         | 1962–1978  | Crvena zvezda (615)              | 3. miejsce w 1968                            |
| Walia      | Ryan Giggs            | 1991–2014  | Manchester United (963)          | 9. miejsce w 1993                            |
| Francja    | Thierry Henry         | 1994–2014  | Arsenal (377)                    | 2. miejsce w 2003                            |
| Brazylia   | Rivaldo               | 1989–2015  | FC Barcelona (235)               | 1. miejsce w 1999                            |
| Brazylia   | Rivelino              | 1965–1981  | Corinthians (474)                | —                                            |
| Brazylia   | Ronaldinho            | 1998–2015  | FC Barcelona (207)               | 1. miejsce w 2005                            |
| Niemcy     | Karl-Heinz Rummenigge | 1974–1989  | Bayern Monachium (422)           | 1. miejsce w 1980 i 1981                     |
| Bułgaria   | Christo Stoiczkow     | 1982–2003  | FC Barcelona (267)               | 1. miejsce w 1994                            |